# Stoczek (powiat radzyński)
Stoczek – wieś w Polsce położona w województwie lubelskim, w powiecie radzyńskim, w gminie Czemierniki.
W latach 1975–1998 miejscowość należała administracyjnie do województwa bialskopodlaskiego.
Wieś stanowi sołectwo gminy Czemierniki. Według Narodowego Spisu Powszechnego z roku 2011 wieś liczyła 458 mieszkańców.
Wierni Kościoła rzymskokatolickiego należą do parafii św. Stanisława w Czemiernikach.

## Historia
Stoczek w XIX wieku to według noty Słownika geograficznego Królestwa Polskiego wieś w ówczesnym powiecie lubartowskim, gminie i parafii Czemierniki, około 1890 roku posiadał 42 osady i 1199 morgi obszaru, wieś wchodziła w skład dóbr Czemierniki. W 1827 roku było tu 39 domów i 234 mieszkańców. Według registru poborowego powiatu lubelskiego z roku 1531 wsie: Skoki (Stok), Stoczek i Czemierniki, w parafii Czemierniki, płaciły pobór łączny od 117 łanów i 1 młyna (Pawiński, Małopolska, 350).